# (22613) Callander
Pour les articles homonymes, voir Callander.
(22613) Callander est un astéroïde de la ceinture principale.

## Description
(22613) Callander est un astéroïde de la ceinture principale. Il fut découvert le 22 mai 1998 à la station Anderson Mesa par le programme LONEOS. Il présente une orbite caractérisée par un demi-grand axe de 2,38 UA, une excentricité de 0,16 et une inclinaison de 8,5° par rapport à l'écliptique.

## Compléments